# 淮海商报
《淮海商报》是淮安日报社主办的一张综合性商报，创办于2002年。
2001年底，淮安日报社接收原《楚州日报》编辑部，创办《淮海商报》，经过短暂试刊后，2002年出版。最初是日刊。2006年改版为周报。2018年8月31日，该报并入《淮海晚报》，不再单独发行。